# ホセ・マリア・モレーロス
ホセ・マリア・テクロ・モレーロス・イ・パボン（西:José María Teclo Morelos y Pavón、1765年9月30日 - 1815年12月22日） は、メキシコのローマ・カトリック教会の神父であり、メキシコ独立革命（メキシコ独立戦争）における独立派の一人である。1811年のミゲル・イダルゴ神父処刑後に、彼の主導権を引き継いだ。後にスペイン軍に捕えられ、1815年に処刑された。

## 生い立ち
1765年、バリャドリード(Valladolid、独立以降はモレーロスの名に因んで｢モレリア｣(“Morelia”)と改称。)の街で、アフリカ系、先住民系、スペイン系の血をひく、平凡な家庭の子供として生まれた。父のホセ・マヌエル・モレーロス・イ・ロブレス(José Manuel Morelos y Robles)は、バリャドリードの数キロ西にあったシンデゥリオ(Zindurio)という先住民系の村出身の大工であり、母のフアナ・マリア・グアダルーペ・ペレス・パボン(Juana María Guadalupe Pérez Pavón)は同じくバリャドリード周辺のサン・フアン・バウティスタ・デ・アパセオ(San Juan Bautista de Apaseo)出身であった。バリャドリードは当時繁栄しており、「スペイン副王領の庭」と呼ばれていた
イダルゴ神父とは、父方の家系において、遠戚関係にあった。二人ともコルテスの子孫であり、イダルゴは母方がコルテスの子孫であった。
1790年、イダルゴ神父が学長を務める地元の神学校に入学し、卒業後の1795年より神父としての職務に就き、カラクアロ(Carácuaro)などの教会に赴任した。

## メキシコ独立革命における活躍
1810年に始まったメキシコ独立革命において、モレーロスは戦略家としての才能を示し、もっとも優秀な指導者の一人となった。1810年、モレーロスは、イダルゴ神父らが蜂起したことを聞き、イダルゴ神父の軍勢がバリャドリードに立ち寄る際に、自らもバリャドリードに戻り、面会した。イダルゴ神父の説得で蜂起に加わることを決め、一旦カラクアロに戻り、そこから20名の同志と共に南へ向けて出発した。途中、各地で民兵が加わり、約700名の軍勢となった。モレーロスは、最初の9ヶ月間で22回の勝利を収め、3つのスペイン軍部隊を撃破し、現在のゲレーロ州に当たる地域を占拠した。同年12月には、サンディエゴ要塞を除くアカプルコを占領した。翌1811年1月に、スペイン軍援軍はモレーロスの包囲を解いたが、モレーロスはすばやい進軍で現在のミチョアカン州やゲレーロ州に当たる太平洋沿岸地域のスペイン占有地を手中におさめることができた。1811年5月24日にはチルパンシンゴ(Chilpancingo)を占領し、5月26日にはティクストラ(Tixtla)を得た。
第2次作戦においては、モレーロスは軍を3グループに分けた。この作戦における最も重要な戦闘は、クアウトラ(Cuautla)で行われた。1811年のクリスマスイブには住民たちに街に迎え入れられた。翌1812年2月9日から、クアウトラの街はスペイン軍によって包囲された。包囲から58日後の5月2日、モレーロスは包囲を破り、第3次作戦を開始した。第3次作戦の主要な勝利は1812年6月8日にシトラ(Citlala)、8月10日にテワカン(Tehuacán)、その他にオリザバ(Orizaba)、オアハカ、アカプルコでなされた。1812年10月28日、モレーロスは1万の兵でオリザバに到達した。街は600名のスペイン兵が守っていたが、交渉によって無血降伏し、1812年11月25日にモレーロスはオリザバに入った。アカプルコは1813年4月12日に陥落させ、サンディエゴ要塞からスペイン軍を放逐した。

## チルパンシンゴ議会
1813年、チルパンシンゴ議会を召集した。議会は、モレーロスの管轄下にある各地域の代表から構成され、彼の｢国民意識｣(西:"Sentimientos de la Nación")という文書で形づけられていた社会的・政治的なプログラムを検討するために設置された。議会は古代アステカの地名に因んで｢アナワク議会｣と自称した。
1813年9月13日、議会は｢国民意識｣を承認した。文書ではメキシコのスペインからの独立を宣言し、カトリックを確立させ、政府に行政、立法、司法の各機関を設けることなどを明記した。個人の財産権の尊重を宣言し、植民地政府の生産物を没収するとした。また、メキシコで生まれた者全てを含んだ「アメリカ人」の名のもとに奴隷制と人種分離を禁じ、拷問、寡頭政治、朝貢などの制度も廃止することなどが含まれた。以前から、モレーロスは、インディオ、メスティーソ、ムラートなどの差別的呼称は廃止すべきであり、メキシコで暮らす者は皆平等に「アメリカーノ」と呼ばれるべきだと主張していた。議会はモレーロスに「総統」の役職名を提案したが、それを断り、「国家奉公人」と呼ぶように要請した。議会は1813年11月6日に独立を宣言した。
その後、軍事的には敗北が続いたが、議会をアパチンガン(Apatzingán)に移し、1814年10月22日、アパチンガン憲法(正式名は「アメリカ・メヒカーナの自由のための憲法令」、西："Decreto Constitucional para la Libertad de la América Mexicana")を公布した。弱い行政府と強い議会を基本とし、モレーロスの求めたものと多少異なったが、彼は譲歩した。

## 拘束と処刑
議会召集後、モレーロスは第4次作戦を実行したが、1813年末にバリャドリードで敗北し、それ以降は劣勢となった。1815年11月、新しい議会を護る最中、テズマラカ（Tezmalaca）で敗れ、モレーロスはスペイン軍に捕らえられた。彼は鎖に繋がれてメキシコシティに移送された後、裁判にかけられ、反乱罪で死刑を宣告された。1815年12月22日、メキシコシティの北に位置するエカテペックの街で、ホセ・マリア・モレーロスに対する銃殺刑が執行された。メキシコシティで処刑されなかったのは、世論を刺激するのをスペイン副王政府が恐れたからである。彼の死後は、ビセンテ・ゲレーロが引き継ぎ、メキシコ独立革命は継続された。

## 死後
現在まで、モレーロスはメキシコの国民的英雄と見なされ続けている。モレーロス州やモレリアという都市名は、彼に因んで命名された。また、50ペソ紙幣には1997年から彼の肖像画が描かれており、かつては1ペソ硬貨(発行年：1957年～1967年。銀100/1000)などにもデザインされていた。その他、モレーロス・スタジアム(モレリア市)、モレーロス港(キンタナ・ロー州)、モレーロス駅(メキシコシティ地下鉄)、「通信衛星モレーロス」(Satmex社が1985年-1998年に運用）、メキシコ政府専用機（ボーイング787）などにもその名を留めている。